# Homaesil-dong
Homaesil-dong (koreanska: 호매실동) är en stadsdel i staden Suwon i provinsen Gyeonggi i den nordvästra delen av Sydkorea, 30 km söder om huvudstaden Seoul. Den ligger i stadsdistriktet Gwonseon-gu.